# Domaiquia
Domaiquia (oficialmente Domaikia) es un concejo del municipio de Zuya, en la provincia de Álava, País Vasco (España).

## Toponimia
Aparece recogido como Domaquia en un documento de 1257 que recoge las localidades del obispado de Calahorra. Posteriormente, en 1338, la documentación del Real Archivo de Simancas lo recoge ya como Domaiquia. Por su parte, el apellido del mismo nombre aparece citado como Domaica en documentación del siglo XVII.

## Historia
Una de las primeras noticias de esta villa data de 1338, cuando fueron de Domaiquia a poblar el lugar de Monreal. Llegó a ser señorío del Duque del Infantado, junto a las seis Hermandades de Arrazua.

## Demografía
| Gráfica de evolución demográfica de Domaiquia entre 2000 y 2019 |
|                                                                 |
| Población de derecho según los censos de población del INE.     |

## Cultura

### Patrimonio material
- Iglesia parroquial de San Bartolomé. Erigida en los siglos XV-XVI, posee un retablo mayor plateresco, así como dos ventanales románicos y varios canecillos de dicho estilo artístico, procedentes del anterior templo sobre el que se edificó el actual.[6]
- Bolera descubierta situada entre la iglesia del pueblo y el txoko.[7]
- Molino.[8]

### Patrimonio inmaterial
- 24 de agosto (San Bartolomé).
- Durante una década, de 2004 a 2014,[9] la vecindad de Domaikia organizó un espectáculo de folklore y danza teatral denominado «La Caza de la Piztia».[10]La denominada «Pistia del monte del Carrascal de Domaikia» era una alimaña que les producía terror y gran temor y que les proporcionaba grandes sustos a los niños y jóvenes que llevaban sus ganados al citado monte. La imaginación popular le ha dado muchas formas: un enorme pájaro, algo semejante a un oso o una descomunal serpiente.[11] Dicen que tenía su morada en la cueva de la peña de Irurachi, del monte del Carrascal, perteneciente a Domaikia.[12]